# Essex
Essex (kiejtése ˈɛsɨks) Anglia egyik nem-nagyvárosi és ceremoniális megyéje az East of England régióban. Északról Suffolk és Cambridgeshire, nyugatról Hertfordshire, délről a Temzén keresztül Kent megyékkel, délnyugatról pedig Londonnal határos. Keletről az Északi-tenger határolja. Közigazgatási székhelye Chelmsford.
A nem-nagyvárosi és ceremoniális megye közötti különbség, hogy utóbbihoz hozzátartozik Thurrock és Southend-on-Sea egységes hatósága (unitary authority) is. 2014-es becslés szerint a nem-nagyvárosi megye lakossága 1 396 600, míg a ceremoniális megyéé 1 729 200 fő.

## Története
A római hódítás előtt Essexet a kelta trinobantesek törzse lakta. A rómaiak a mai megye területén fekvő Camulodunumot (a mai Colchester) tették meg Britannia provincia első fővárosának. 
Miután az angolszászok betelepültek Britanniába, hét királyságot alapítottak. Ezek egyike volt Essex (óangolul Ēastseaxe, jelentése keleti szászok). A királyságot először Mercia, majd Wessex hódította meg, majd a dán vikingek tagozták be saját britanniai birodalmukba, a Danelawba. Az egységes angolszász királyság létrejötte után Essexből grófság lett.
1889-ben jött létre a megyei tanács. A következő száz évben néhány helyi önkormányzat a szomszédos megyékhez került; a legjelentősebb változtatások West Ham és East Ham Londonhoz csatolása volt, valamint Thurrock és Southend-on-Sea 1998-as kivonása a megyei tanács hatásköre alól. 

## Földrajza
A közigazgatási megye területe 3465 km², míg a ceremoniális Essexé 3670 km². Legmagasabb pontja a 147 méteres Chrishall Common Langley falu közelében. A megye nagyrészt síkság, geológiailag viszonylag újkeletű, kainozoikumi kőzetekből, homokból és agyagból áll, nagy részét a jégkorszakból származó gleccserhordalék és tengerüledék borítja.
A London körül létrehozott kötelező zöldövezet megállította a főváros Essexbe való terjeszkedését. A Londonhoz közeli kisebb városok lakói azonban így nagyrészt így is a nagyvárosban dolgoznak és csak aludni járnak haza. A londoniak egy része is kiköltözött az agglomerációba. A megye Temze-torkolat körüli délkeleti része is erősen városiasodott és a kormányzat is támogatja gazdasági fejlesztését. Essex északkeleti fele - néhány nagyváros, mint Colchester vagy Chelmsford kivételével - javarészt ma is vidékies hangulatú, hagyományos anyagokból épült házakból álló kisvárosokkal és falvakkal. 

## Közigazgatás és politika
Essex területe 12 kerületre, valamint két egységes hatóságra oszlik:
1. Uttlesford
2. Braintree
3. Colchester
4. Tendring
5. Harlow
6. Epping Forest
7. City of Chelmsford
8. Maldon
9. Brentwood
10. Basildon
11. Rochford
12. Castle Point
13. Southend-on-Sea
14. Thurrock

Essex kerületei

Essex 18 képviselőt küldhet a parlament alsóházába, a 2015-ös választások után ezek közül 17 a Konzervatív Párthoz, egy a Függetlenségi Párthoz tartozott.

## Gazdaság
Essex déli része inkább iparosodott, míg északi fele mezőgazdasági jellegű. Harlowban számos elektronikai és gyógyszeripari cég telepedett meg. Chelmsford hagyományosan az elektronikai ipar egyik központja, már a kezdetekben itt alapították a Marconi Companyt; ezenfelül több biztosítási, pénzügyi szolgáltatásokat nyújtó vállalat otthona és itt van a Britvic üdítőgyértó cég központja is. Brentwoodban található a Ford Motor Company angliai központja. Loughtonban nyomják az angol font bankjegyeit.
A megye iparának egyéb ágai a fémipar, gépgyártás, üveggyártás és műanyaggyártás. Colchesterben nagy katonai bázis található, a város szolgáltató szektorának egy része erre épül. Southend-on-Sea népszerű tengerparti kirándulóhely és ide épült a hatalmas Adventure Island vidámpark. Kelet-Essexben egyes területek gazdasága azonban jelentős visszaesést mutat, van ahol a helyi munkanélküliség eléri a 44%-ot.[forrás?]

## Híres essexiek
- Damon Albarn énekes
- Billy Bragg énekes
- Keith Flint a The Prodigy énekese
- John Fowles író
- William Gilbert természettudós
- Imogen Heap színész
- Ian Holm színész
- Jessie J énekes
- Harry Kane labdarúgó
- Frank Lampard labdarúgó
- Joseph Lister orvos
- Dudley Moore színész
- Alison Moyet énekes
- Dave Gahan, a Depeche Mode énekese

- Olly Murs énekes
- Jamie Oliver szakács
- Coventry Patmore költő
- Roger Penrose fizikus
- Charlotte Rampling színész
- Alf Ramsey labdarúgó
- John Ray természettudós
- Ruth Rendell krimiíró
- Sandie Shaw énekes
- Maggie Smith színésznő
- Charles Haddon Spurgeon prédikátor

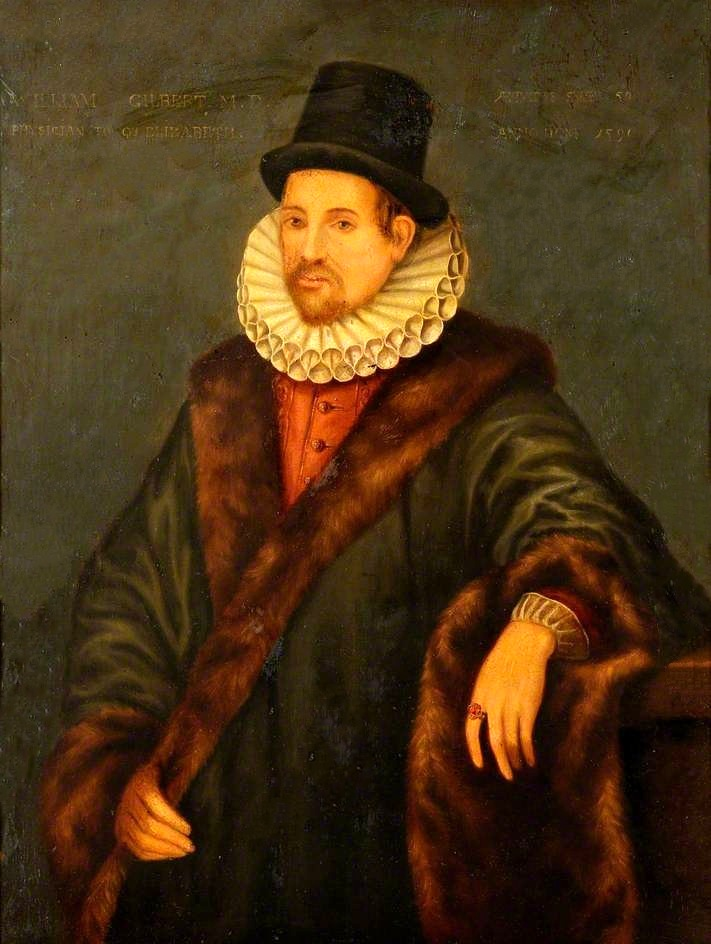
William Gilbert, az elektromosság kutatásának úttörője

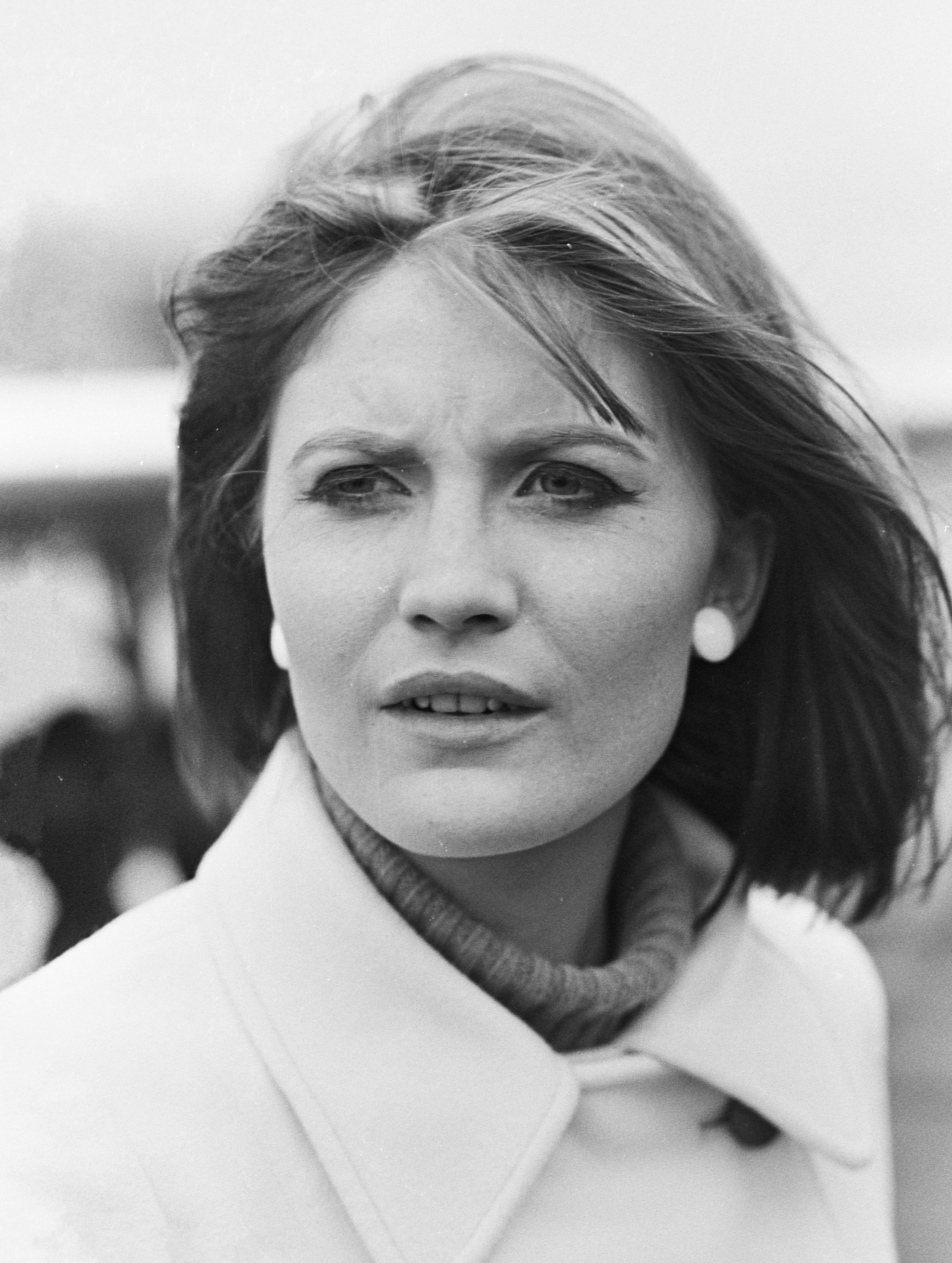
Sandie Shaw

- John William Strutt Nobel-díjas fizikus
- Ronnie O’Sullivan sznúkerjátékos
- Dick Turpin útonálló
- Wat Tyler, parasztlázadás vezére

## Látnivalók

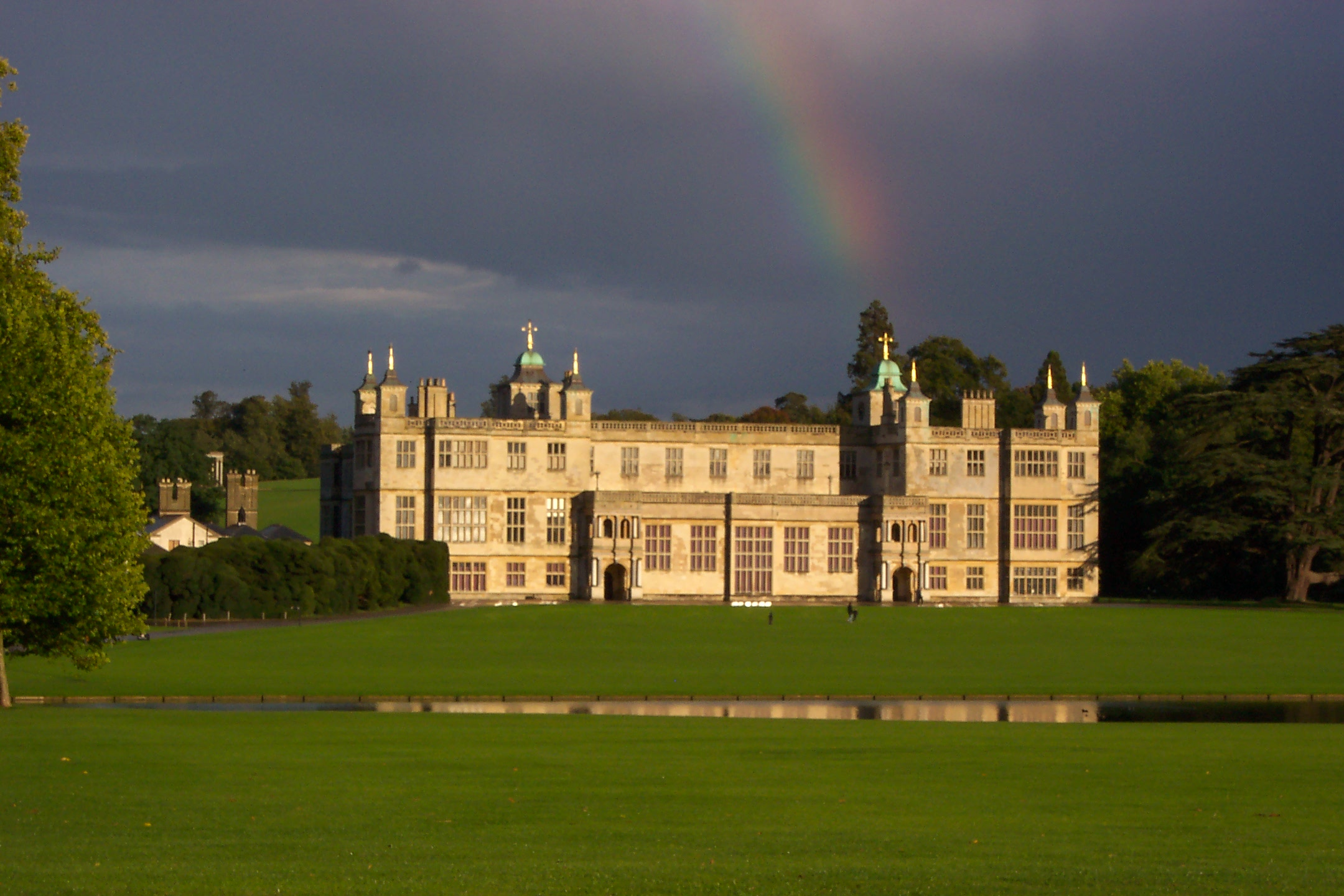
Audley End House
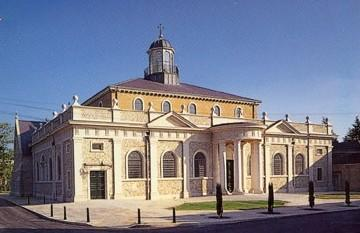
Brentwood katedrálisa
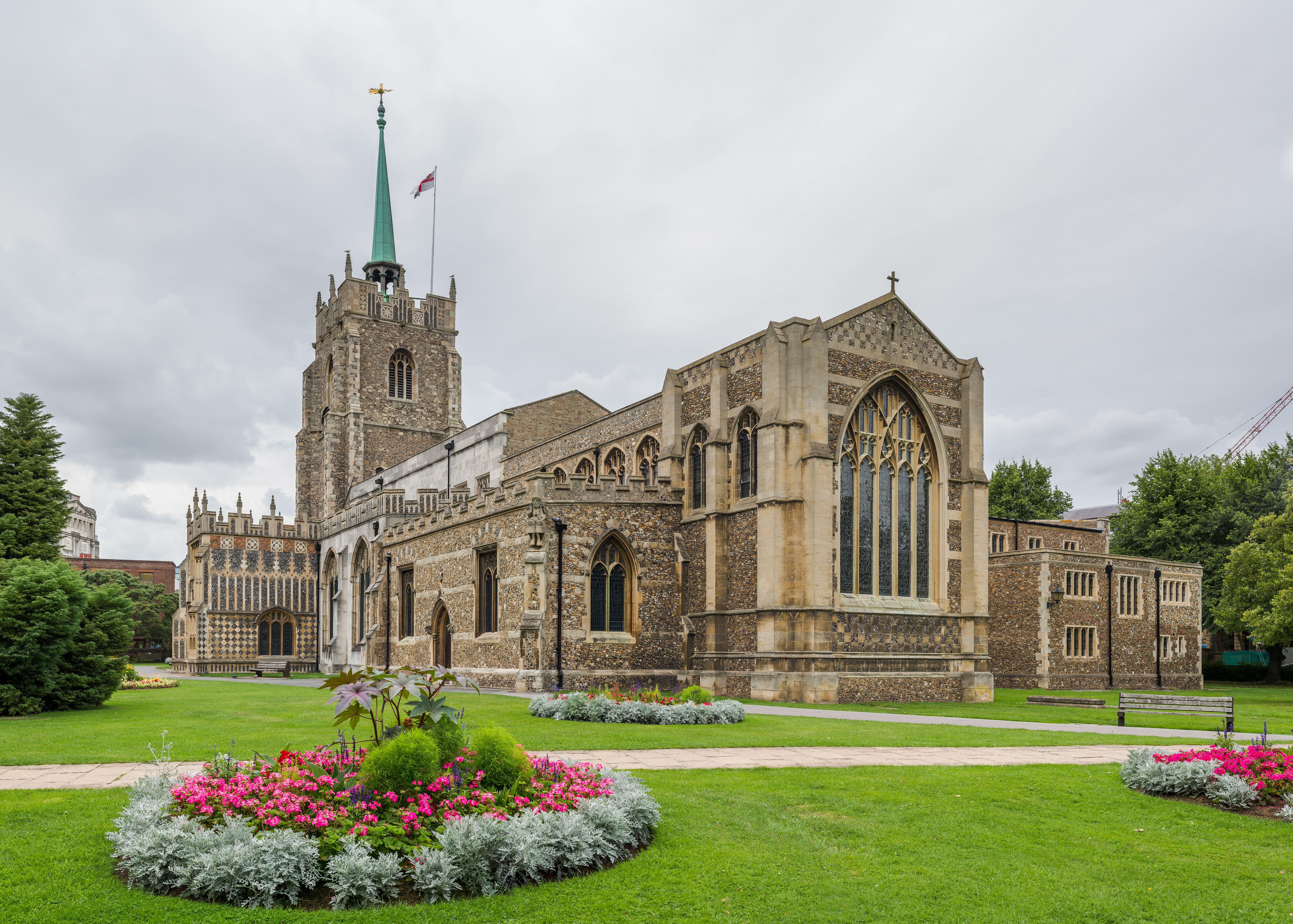
Chelmsford katedrálisa
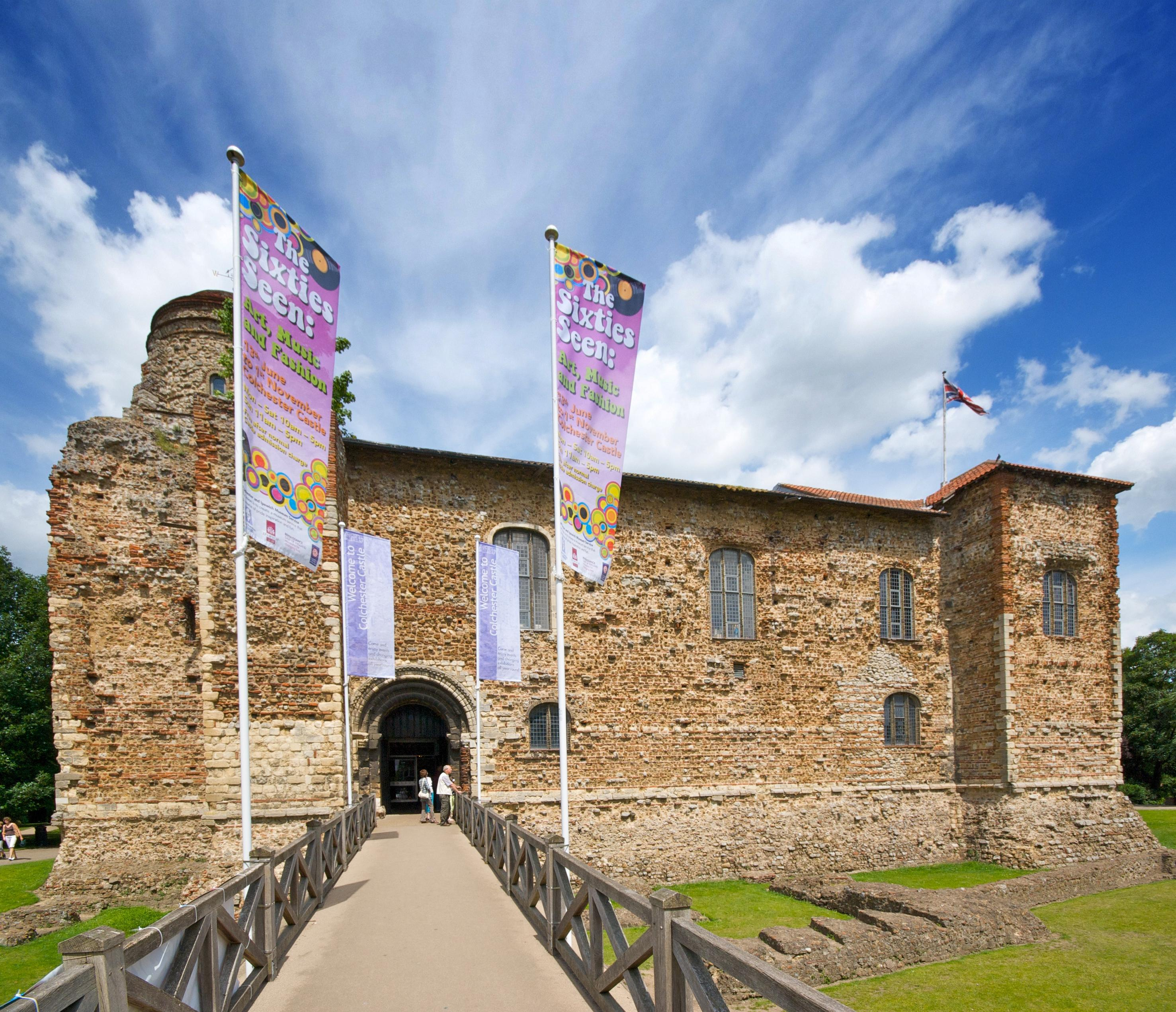
Colchesteri vár
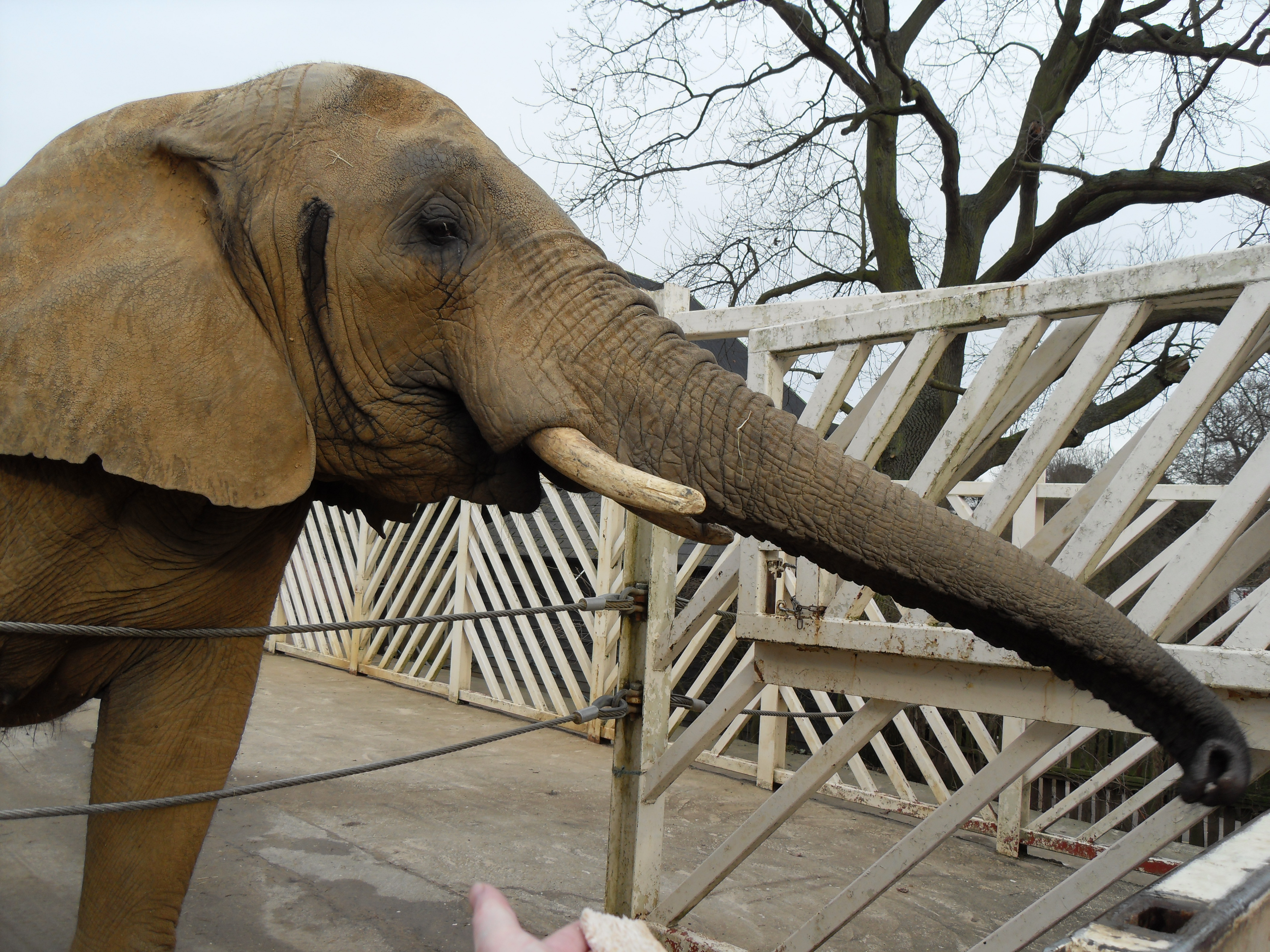
Colchesteri állatkert
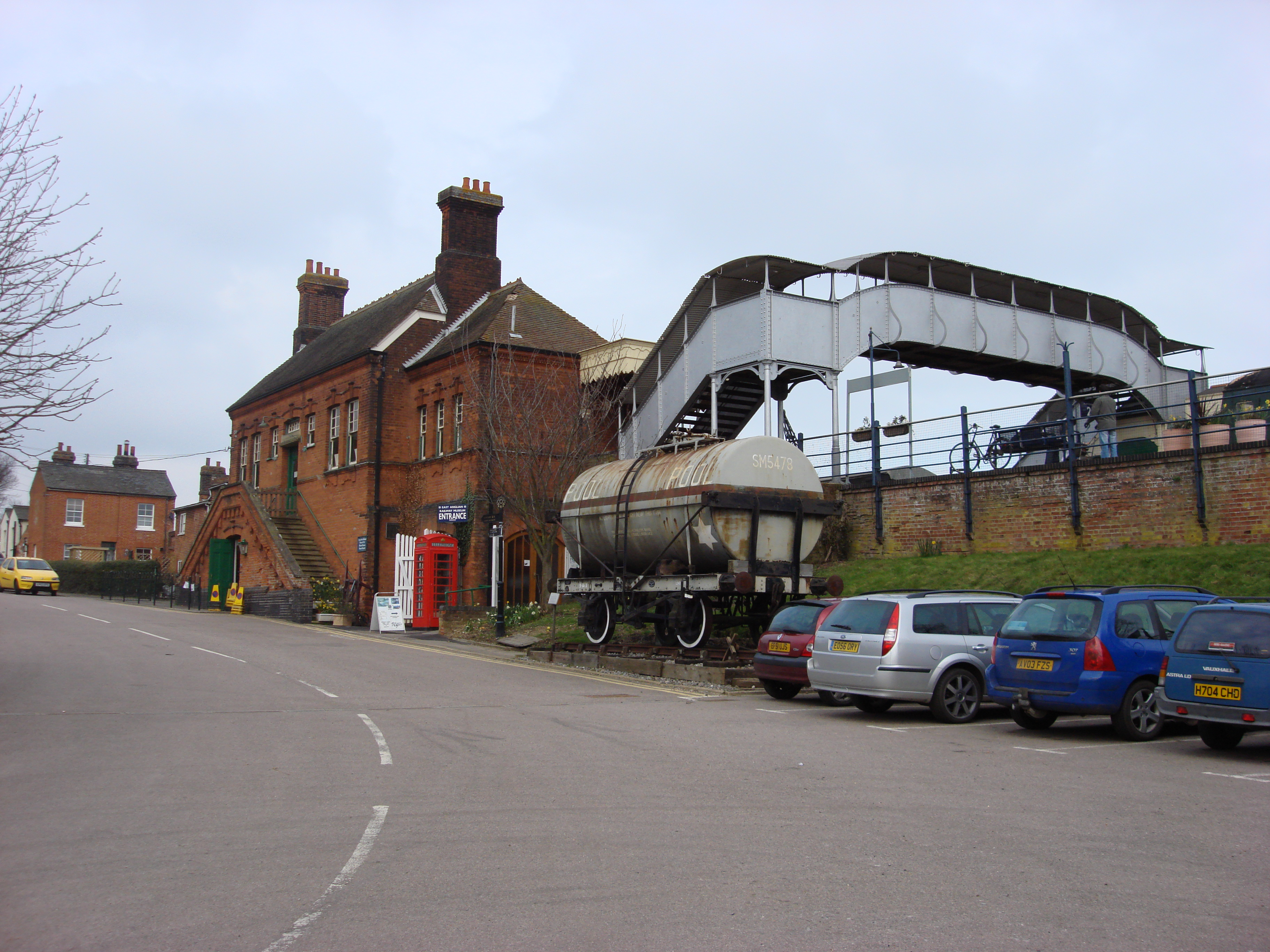
Kelet-angliai Vasútmúzeum
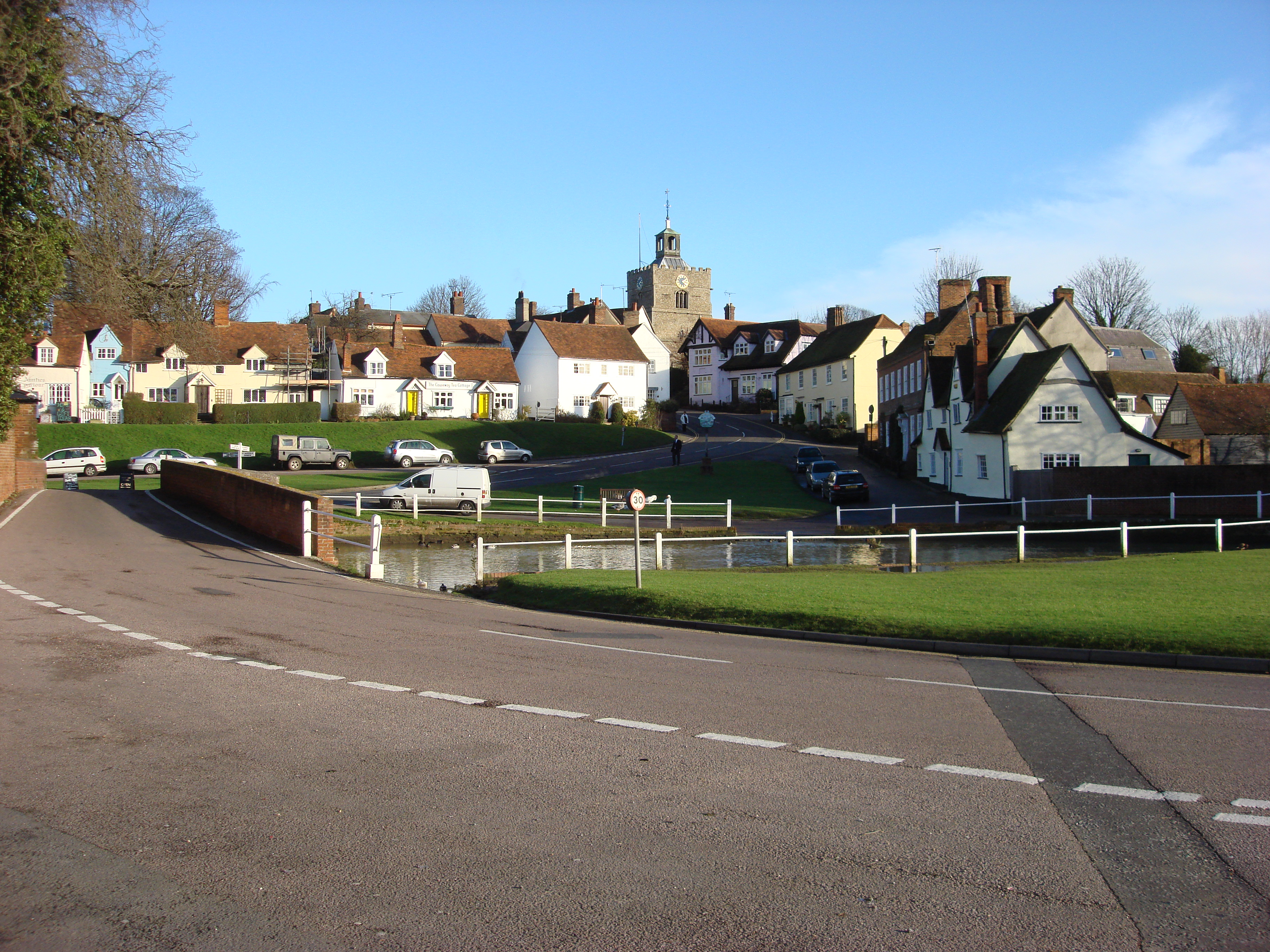
Finchingfield, állítólag Anglia legszebb falva
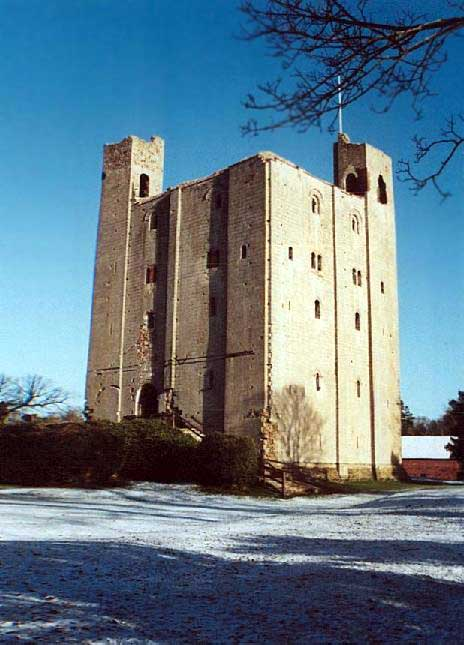
Hedingham Castle
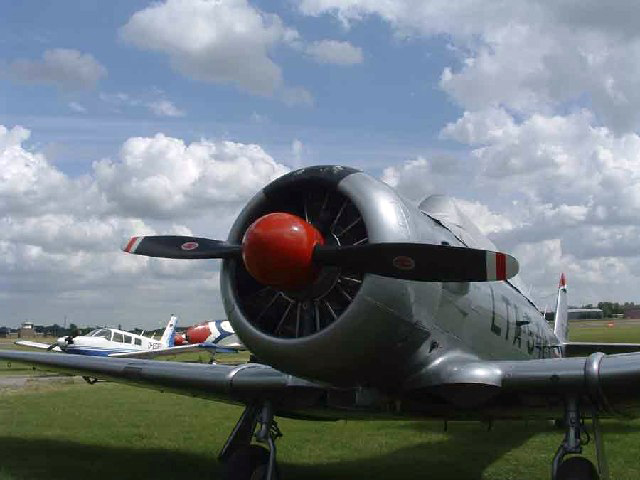
North Weald repülőmúzeum
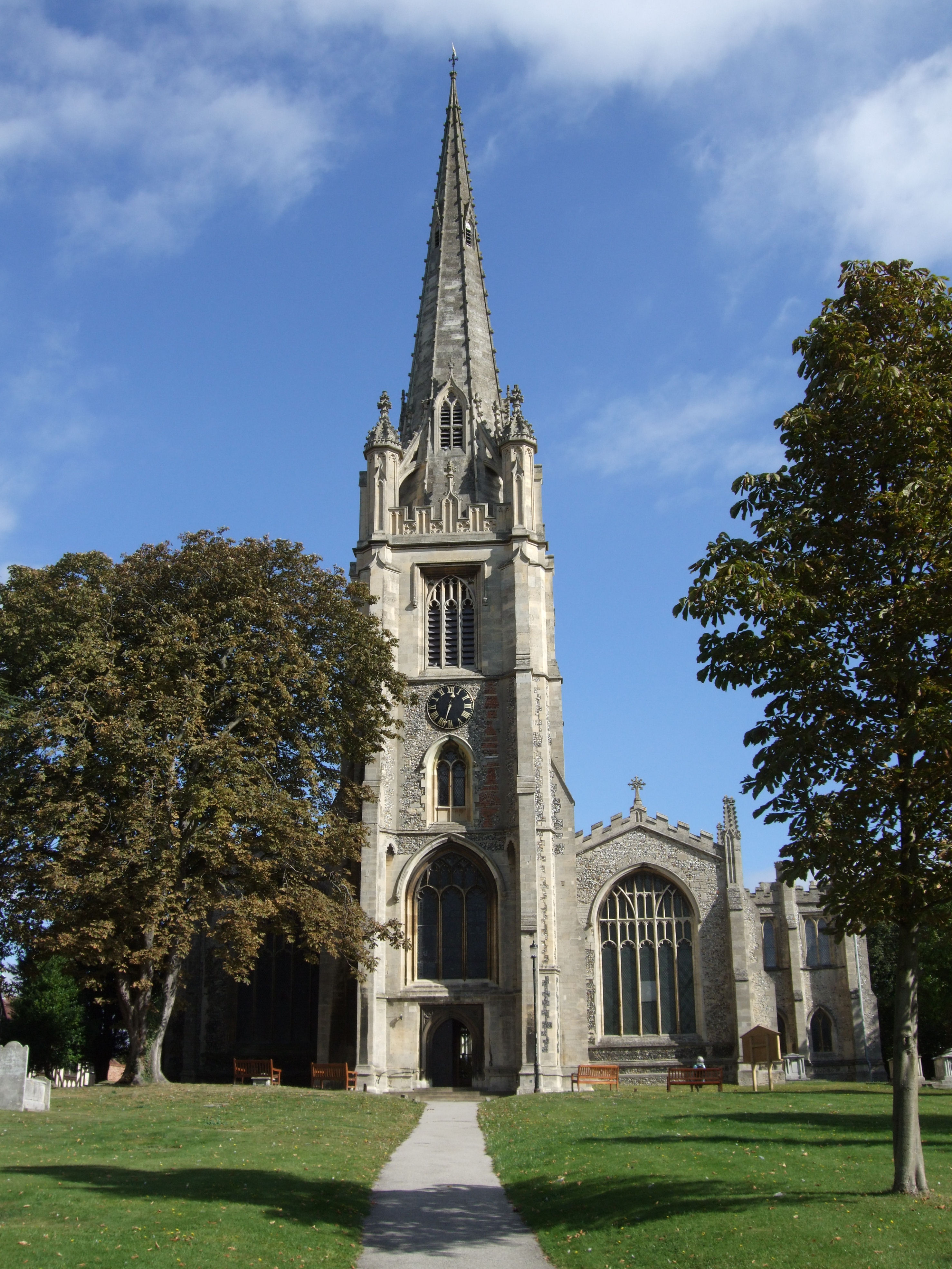
Saffron Walden temploma
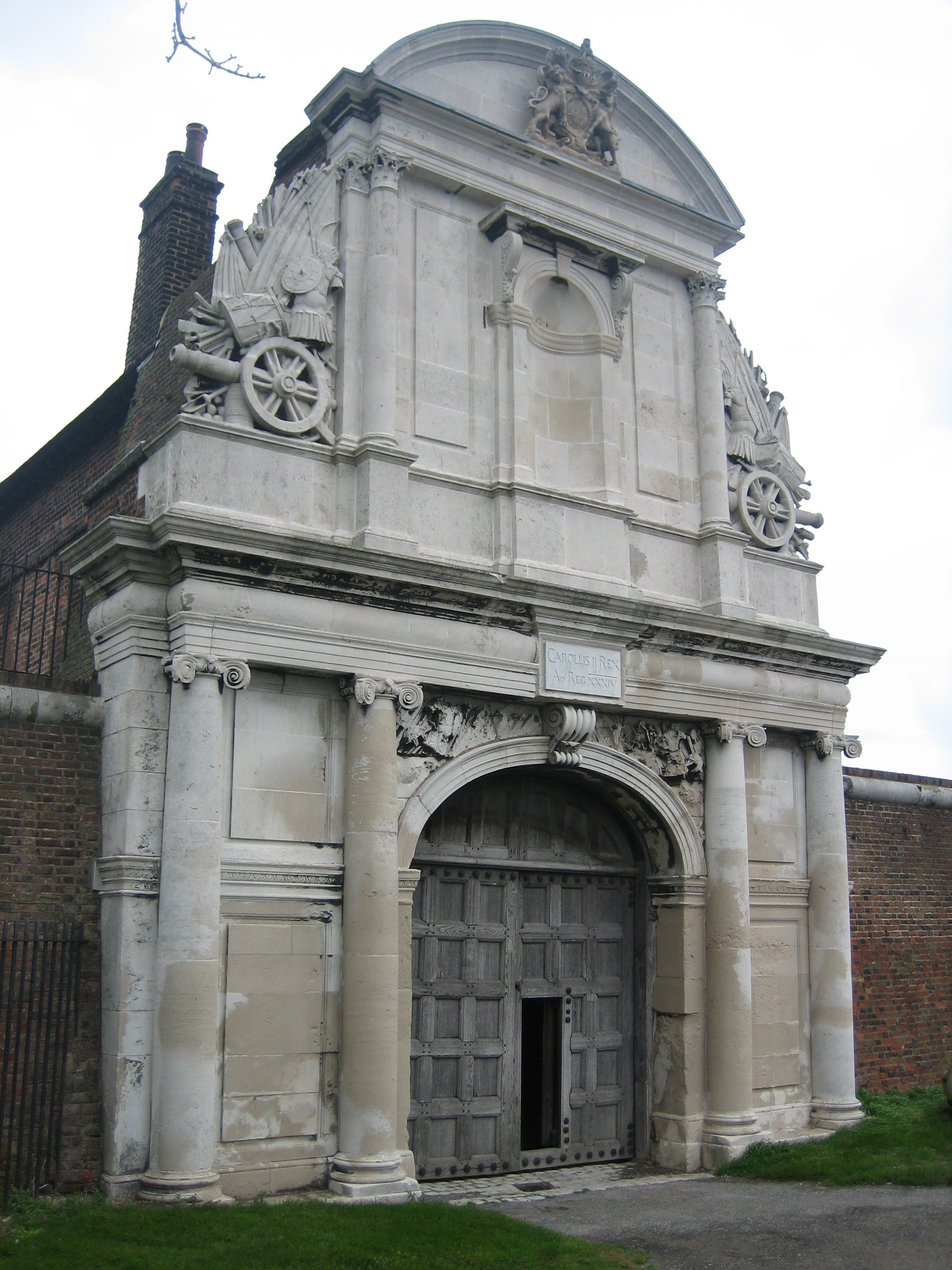
Tilbury Fort
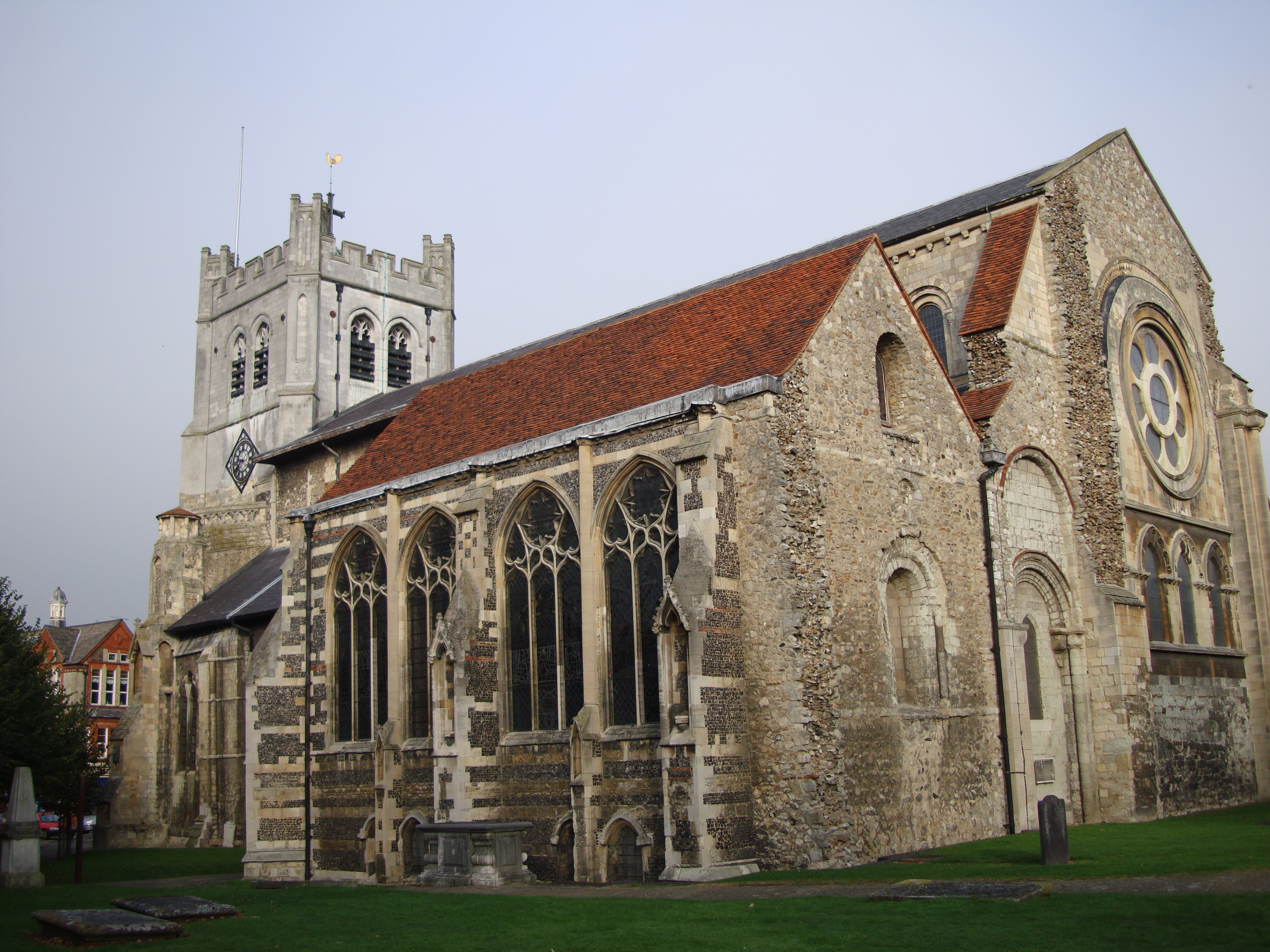
Waltham Abbey

## Fordítás
- Ez a szócikk részben vagy egészben  az   Essex című angol Wikipédia-szócikk ezen változatának fordításán alapul.  Az eredeti cikk szerkesztőit annak laptörténete sorolja fel. Ez a jelzés csupán a megfogalmazás eredetét és a szerzői jogokat jelzi, nem szolgál a cikkben szereplő információk forrásmegjelöléseként.